# マレーシア国立銀行
マレーシア国立銀行（マレーシアこくりつぎんこう、マレー語：Bank Negara Malaysia、バンク・ネガラ・マレーシア、BNM）は、マレーシアの中央銀行。マレーシアの通貨、リンギットを発行している。公式の英語名称はCentral Bank of Malaysiaであり、これより「マレーシア中央銀行」とも。

## 概要
1959年1月26日に1958年マレーシア中央銀行法を根拠に設立された。現在の根拠法は2009年マレーシア中央銀行法である。

## 歴代総裁
- 1959-1962：Tan Sri W.H. Wilcock
- 1962-1980：Tun Ismail bin Mohamed Ali
- 1980-1985：Tan Sri Abdul Aziz bin Taha
- 1985-1994：Tan Sri Dato' Jaffar bin Hussein
- 1994-1998：Tan Sri Dato' Ahmad bin Mohd Don
- 1998-2000：Tan Sri Dato' Seri Ali Abul Hassan bin Sulaiman
- 2000-2016：ゼティ・アクタル・アジズ
- 2016-2018：ムハマド・イブラヒム
- 2018-2023：ノル・シャムシアー・モハマド・ユヌス
- 2023-：シャイク・アブドゥル・ラシード・アブドゥル・ガフール